# Spacecom
A Spacecom ou Space Communication (em hebraico:  חלל תקשורת), é um operador de comunicações por satélite no Oriente Médio, União Europeia e América do Norte, com sede na cidade de Ramat Gan, Israel. A Spacecom opera dois satélites na posição orbital de 4 graus oeste - AMOS 2 e AMOS 3 - assim como outros satélites AMOS.

## História
A Spacecom foi criada em 1993 com o objetivo definido de comercialização do AMOS 1, um satélite de comunicação recém construído pela Israel Aerospace Industries. Em 2003 a Spacecom lançou o seu segundo satélite, o AMOS 2, de propriedade inteiramente da empresa. Em 2008 o satélite AMOS 3 foi lançado para substituir o AMOS 1 para aumentar a cobertura e capacidade de tráfego.
Até 2005, a Spacecom era uma empresa privada controlada por quatro empresas, incluindo a IAI e a Eurocom Group. Ela abriu seu capital na bolsa de valores de Tel Aviv em 2005.

## Cobertura
Os satélites da Spacecom fornecer cobertura para a maior parte do Oriente Médio, Europa Centro-Oriental e uma ponte atlântica dessas áreas para a América do Norte.
O AMOS 4 será colocado sobre a Ásia Oriental e o AMOS 5 sobre a África para fornecer a cobertura da empresa nesses mercados em rápido crescimento.

## Satélites
Antigo
- AMOS 1
- AMOS 5i
- AMOS 6 Destruído numa explosão do veículo de lançamento em 1 de setembro de 2016.[6][7]

Ativo
- AMOS 2
- AMOS 3
- AMOS 4[8]
- AMOS 5 O satélite israelense foi lançado do Cazaquistão em 2011 pelo foguete russo Proton-M para fornecer serviços a clientes na África.[9][10] O AMOS 5 iniciou suas operações comerciais no início de 2012 com banda C e Ku.[11]

Futuro
- AMOS 6R
- AMOS 17